# Krtín
Krtín je malá vesnice, část obce Skapce v okrese Tachov v Plzeňském kraji. Nachází se asi jeden kilometr východně od Skapců. Je zde evidováno 8 adres. V roce 2011 zde trvale nikdo nežil.
Krtín je také název katastrálního území o rozloze 2,63 km².

## Historie
První písemná zmínka o vesnici pochází z roku 1463.

## Obyvatelstvo
| Rok            | 1869 | 1880 | 1890 | 1900 | 1910 | 1921 | 1930 | 1950 | 1961 | 1970 | 1980 | 1991 | 2001 | 2011 | 2021 |
| -------------- | ---- | ---- | ---- | ---- | ---- | ---- | ---- | ---- | ---- | ---- | ---- | ---- | ---- | ---- | ---- |
| Počet obyvatel | 87   | 93   | 99   | 99   | 98   | 96   | 88   | 35   | 27   | 5    | 2    | 1    | 1    | 0    | 6    |
| Počet domů     | 18   | 19   | 19   | 20   | 20   | 21   | 21   | 10   | 10   | 2    | 1    | 2    | 2    | 2    | 3    |

## Obecní správa
Při sčítání lidu v letech 1850–1953 Krtín byl samostatnou obcí v okrese Stříbro. V letech 1954–1979 byl částí obce Skapce, se kterým patřil nejprve do okresu Stříbro, ale od roku 1960 v okrese Tachov. Od 1. ledna 1980 do 31. prosince 1991 byl částí města Kladruby v okrese Tachov. Od 1. ledna 1992 je opět částí obce Skapce v okrese Tachov.